# يوهان جورج شميت (رسام)
يوهان جورج شميت (بالألمانية: Johann Georg Schmidt)‏ هو رسام نمساوي، ولد في 1685، وتوفي في 15 سبتمبر 1748 في كرمس آن در دوناو في النمسا.